# Robert Volk
Robert Volk, slovenski nogometaš, * 30. avgust 1965.
Volk je večji del kariere igral v slovenski ligi za klube Koper, Gorica, Mura, Rudar Velenje, Primorje in Olimpija. Skupno je v prvi slovenski ligi odigral 128 prvenstvenih tekem. Branil je tudi za K. Sint-Truidense v belgijski ligi.